# Comtat de Vexin
El Comtat de Vexin fou una jurisdicció feudal de França, que des del 911 va quedar dividit entre França i Normandia.

escut de Lluís de França, comte du Vexin

## El Vexin francès
El comtat de Vexin apareix cap a l'any 800. El primer senyor fou Nebelon, de la dinastia anomenada del Nebelons que era fill de Khildebrand de Borgonya i net de Pipí d'Heristal; el seu fill Nebelon II va portar ja el títol de comte de Vexin.

### Llista de comtes
- Romuald vers 753-764
- Regnald, ?
- Griffó, vers 790
- Riferus, vers 796
- Nebelon o Nibelung I c. 800
- Nebelon o Nibelung II (fill) c. 840
- Geilè (Geilenus) vers 850-864, comte de Meulan
- Nibelung III 864-després de 879
- Teodoric I (fill) vers 880-886
- Adelram (II) i Teororic II, defensors de Pontoise, vers 886-890, nebots
- Walerà I (fill de Nebeló), Nebeló o Nibelung IV (fill de Walerà), Walerà II, comtes a part de Vexin o prop del Vexin
- Ermenfred d'Amiens, comte d'Amiens, de Vexin i de Valois abans de 895-919
- Hildegarda 919-926? (filla)
- Raül I de Vexin (Raül I d'Ostrevant) comte de Vexin, Amiens i Valois per dret de la seva dona 919-926
- Raül II de Vexin, comte de Vexin, Amiens i Valois 926-943 (fill)
- Gualter I de Vexin vers 943-995 comte de Vexin, Amiens i Valois (germà)
- Gualter II de Vexin vers 995-després de 1017 comte de Vexin, Amiens i Valois (fill)
- Dreux de Vexin vers 1020-1035, comte d'Amiens i Vexin (fill)
- Gualter III de Vexin 1035-1063, comte d'Amiens i Vexin (fill)
- Raül III de Vexin 1063-1074, comte de Valois com Raül IV (1038) i després d'Amiens i Vexin, cosí (el seu pare Raül III fou comte de Valois; Raull III era fill de Gualter II)
- Simó de Vexin 1074-1077, comte de Vexin, Amiens i Valois
- a la corona francesa 1077, excepte la part que posseïa el duc de Normandia que li fou reconeguda.
- Lluís de França (després rei Lluís VI de França), comte del Vexin francès 1092-1108

## El Vexin normand
Una part del comtat del Vexin situada a l'oest del riu Epte, va passar a Rol·ló, duc de Normandia, el 911. El 1096 es va construir el castell de Gisors com a defensa contra el comtat francès de Vexin.
El 1149 Enric II Plantagenet el va cedir el comtat a Lluís VII de França com a pagament de la seva ajuda contra Esteve de Blois. Lluís VII el va cedir el 1160 a la seva filla Margarita, casada amb Enric el Jove, fill gran d'Enric II. El 1193 el rei Felip August el va ocupar però el va retornar el 1199 encara que va retenir el castell de Gisors. El 1204 va ser incorporat amb Normandia a la corona francesa.

### Llista de comtes
- Ducs de Normandia 911-1149
- Lluís I de Vexin 1149-1160 (Lluís VII de França)
- Margarida de França 1160-1193 (filla) (+1198)
- Enric el Jove 1160-1183 (marit)
- Felip August 1193-1199 (Felip II August de França)
- Joan sense Terra 1199-1204 (rei d'Anglaterra i duc de Normandia)
- A la corona francesa 1204.